# Trichloris crinita
Trichloris crinita là một loài thực vật có hoa trong họ Hòa thảo. Loài này được (Lag.) Parodi miêu tả khoa học đầu tiên năm 1947.

## Hình ảnh

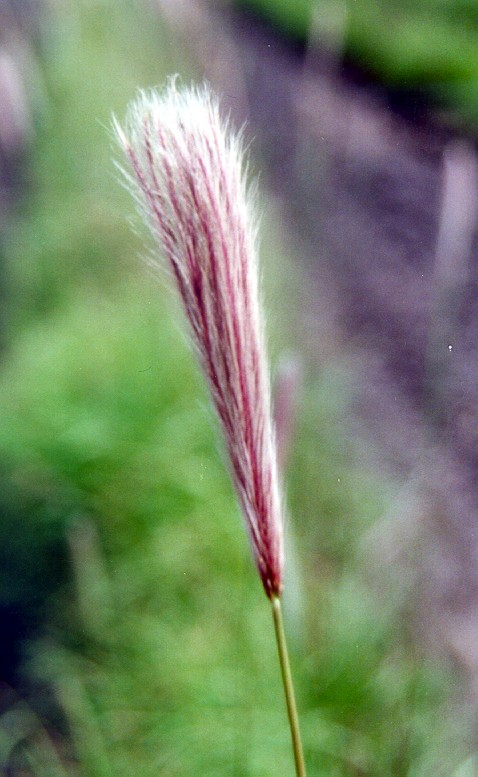
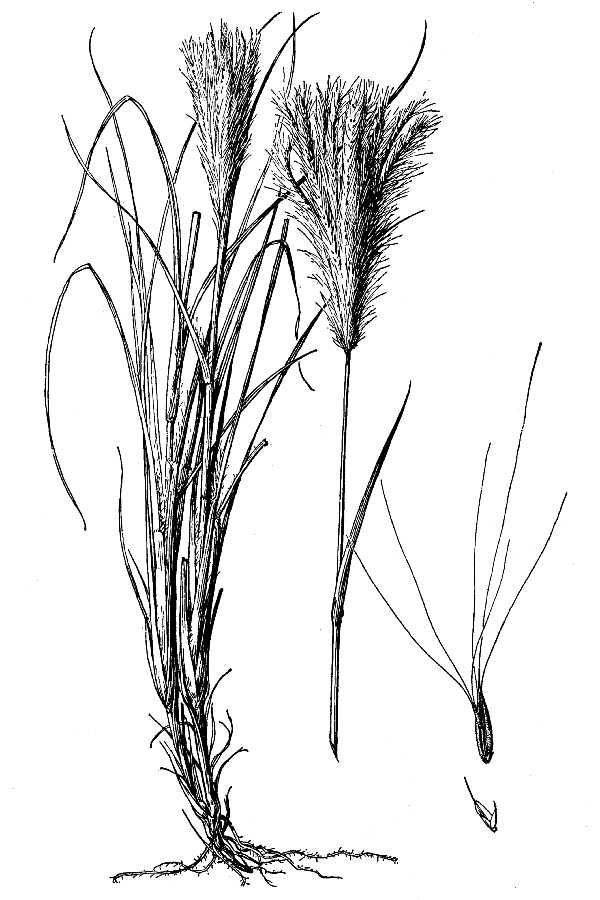
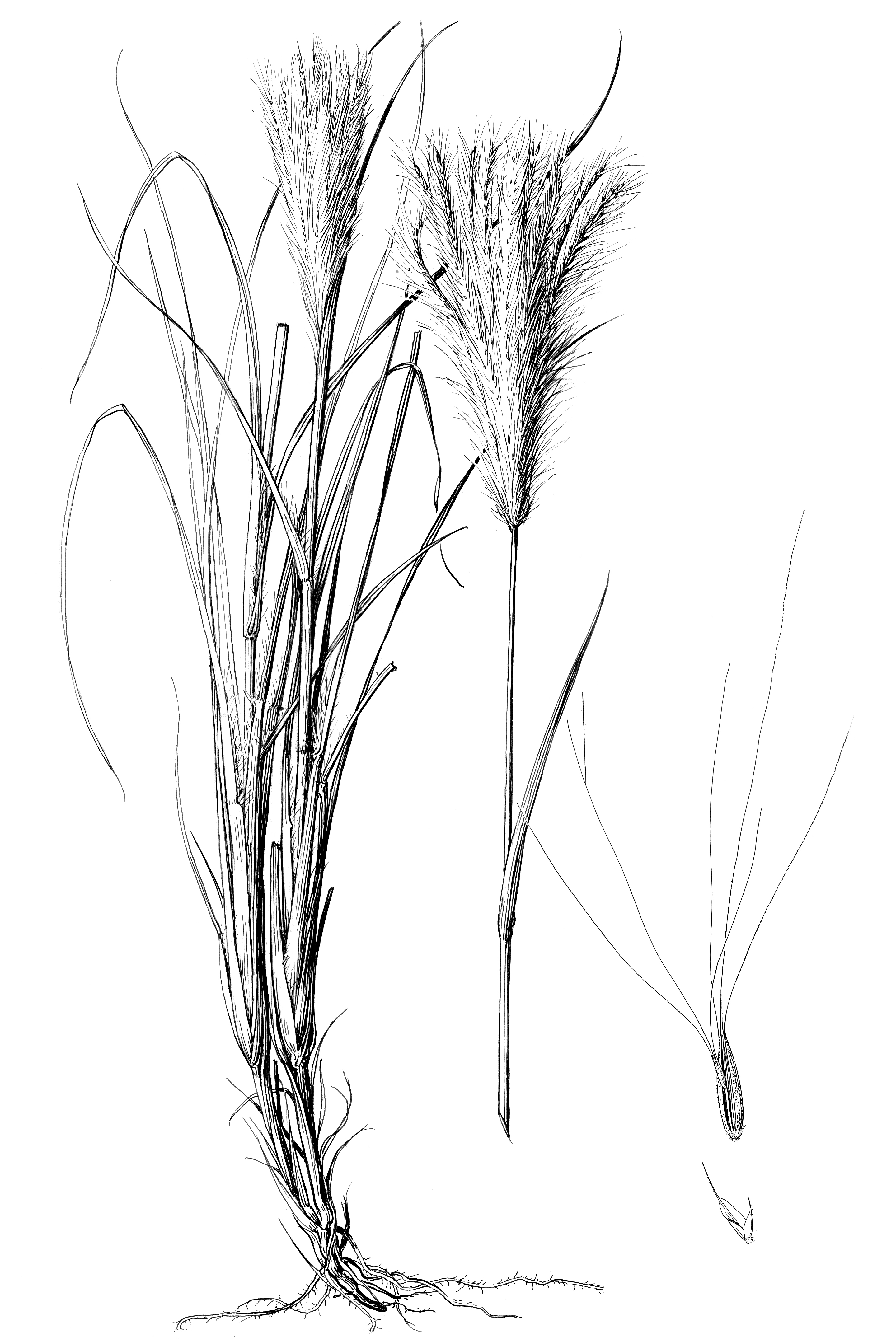
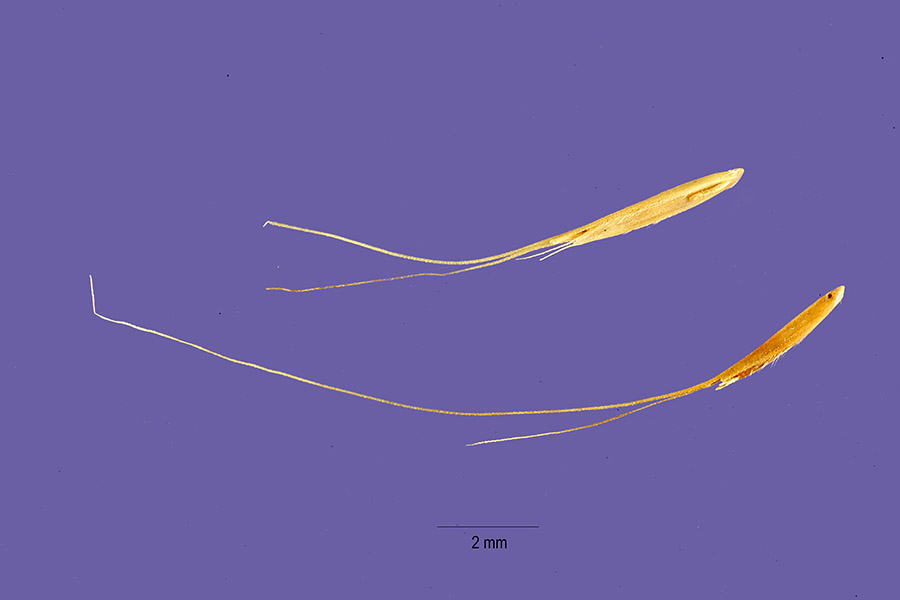